# Родригес (остров)
О́стров Родри́гес (англ. Rodrigues Island, фр. Île Rodrigues) — самый восточный из Маскаренских островов. Политически является одним из Внешних островов со статусом автономии в составе Республики Маврикий. Координаты: 19°42′ ю. ш. 63°25′ в. д..

## География

Топографическая карта острова Родригес

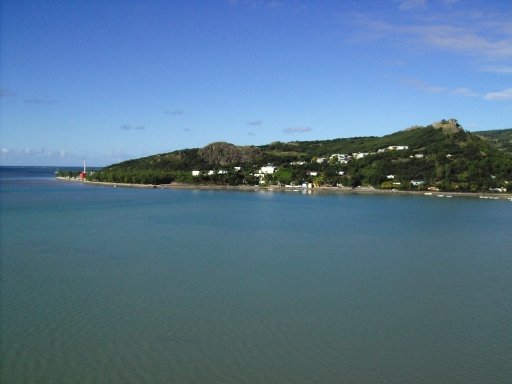
Вид из бухты Устричной на деревню Бэ-о-Юитр

Расположен в 560 км восточнее острова Маврикий. Площадь — 104 км², окружён коралловыми рифами. Наивысшая точка — гора Лимон (mont Limon) высотой 398 м.

## Природные условия

### Флора и фауна
На острове Родригес произрастает 42 эндемичных вида деревьев. Гиофорба Вершаффельта в диком виде произрастает только здесь. Летучая лисица Pteropus rodricensis также встречается только на этом острове.
К настоящему времени истреблена нелетающая птица Pezophaps solitaria (Rodriguez Solitaire) — отдельный вид дронтов, водившийся на острове. Гигантские сухопутные черепахи Родригеса (рода Cylindraspis) были полностью истреблены к концу XVIII века. .
Уникален коралловый риф острова. Только здесь встречается вид коралла Acropora rodriguensis.

## История
Остров был открыт в 1528 году португальским мореплавателем Диогу Родригесом (порт. Diogo Rodrigues).
В 1691—1693 годах был занят нидерландской Ост-Индской компанией. 
В XVIII веке колонизирован французами, которые ввозили на свои плантации рабов c Мадагаскара. Оставался необитаемым до 1735 года, когда особым распоряжением генерал-губернатора Маскаренских островов Бертрана Франсуа Маэ де Лабурдонне там было основано постоянное французское поселение в целях снабжения черепашьим мясом проходивших мимо судов Индийской компании, что привело в конце XVIII века к полному истреблению гигантских сухопутных черепах Родригеса (рода Cylindraspis).
С 1810 остров входил в состав британской колонии Маврикий.
С 1968 года — часть государства Маврикий (с 1992 года — Республики Маврикий). В 2003 году остров Родригес получил права автономии, имеется собственный совет, представленный в парламенте Маврикия.

## Население
Согласно данным 2010 года население острова составляет — 37 838 человек, из них большинство (95 %) — потомки африканцев, говорящих на креольском языке, в основе которого лежит французский, который также распространён на острове. Большинство верующих — католики.
Согласно переписи населения 2011 года, на Родригесе проживало 40 440 человек.

## Экономика
Основу экономики острова составляют сельское хозяйство, рыболовство и туризм.

## Транспорт

### Внешний транспорт
Родригес связан регулярными рейсами с островом Маврикий. Национальная авиакомпания Air Mauritius выполняет перелёты 2—3 раза в день, в зависимости от сезона, самолётами ATR 72. Аэропорт имени сэра Гаэтана Дюваля находится на юго-западе острова.
Каждые две недели между Порт-Луи и Порт-Матурин выполняет рейсы корабль «Мауритус Прайд» (Mauritius Pride). В пути — около 30 часов.

### Внутренний транспорт

#### Дороги
Дороги с асфальтовым покрытием проложены ко всем основным пунктам острова. Движение левостороннее. Единственная заправочная станция расположена в городе Порт-Матурин.
На острове работает служба такси, несколько пунктов аренды автомобилей, мотоциклов, велосипедов.

#### Общественный транспорт
На острове развитая система автобусных маршрутов. Главная автостанция находится в городе Порт-Матурин. Автобусы отправляются с промежутками 30—60 минут с 7:00 до 16:00 (пн. — сб.) и с 7:00 до 10:00 (вс.).
Маршруты:
№ 204 Порт-Матурин — Инглиш-Бей — Гран-Бэ
№ 205 Порт-Матурин — Бэ-о-Юитр — Бэ-Мальгаш — Бэ-дю-Норд
№ 206 Порт-Матурин — Мон-Любен — Ла-Ферм — Аэропорт
№ 207 Порт-Матурин — Мон-Любен — Ла-Ферм — Топаз-Бей — Плен-Мапу
№ 208 Порт-Матурин — Мон-Любен — Гранд-Монтань — бух. Восточная (заезд) — Пуант-Коттон
№ 209 Порт-Матурин — Мон-Любен — Сен-Габриель — Порт-Сюд-Эст — бух. Мунрок (заезд) — Ривьер-Коко
№ 210 Порт-Матурин — Мон-Любен — Гранд Монтань — Петит-Гравье
№ 211 Порт-Матурин — Мон-Любен — Сен-Габриель — Ситрон Дони
№ 212 Порт-Матурин — Мон-Любен — вдп. Виктория — Монтань-Мальгаш
№ 213 Ривьер-Коко — Птит-пют — Черепаховый заповедник (заезд) — Ла-Ферм — Бэ-дю-Норд
№ 220 Порт-Матурин — Мон-Любен — г. Семетьер — Соупик
№ 224 Порт-Матурин — Мон-Любен — г. Борно — Баладироу

## Туризм
Туризм развит слабо. Основные причины — удалённость и неразвитость инфраструктуры.
На острове располагается 5 отелей (3- и 4-звездные), несколько гостевых домов. Основные кафе, магазины, офисы туристических компаний находятся в столице и рядом с крупными отелями.
Остров пользуется популярностью у поклонников экологического туризма. Организуются пешие походы вокруг и вглубь острова, поездки в черепаший заповедник Франсуа Лега, птичий заповедник на острове Кокосовый.
Из водных развлечений на острове возможны: дайвинг, рыбалка, снорклинг, водные виды спорта.

## Связь
На острове действует два крупнейших оператора мобильной связи Маврикия — Emtel и Orange. Основной интернет-провайдер — Mauritius Telecom. Почтовые отделения расположены в Порт-Матурине и Мон-Любен.